# Vladislavova dvorana, Praški grad
Vladislavova dvorana je velika soba v praškem grajskem kompleksu na Češkem, ki se je uporabljala za velike javne prireditve češke monarhije in tudi sodobne češke države. Zgrajena je bila med letoma 1493 in 1502. Je delo Benedikta Rejta med vladanjem Vladislava II. Bila je največji posvetni prostor (62 m x 16 m, višina 13 m) v srednjeveški Pragi  in je med najbolj zapletenimi konstrukcijskimi in arhitekturnimi prostori poznega srednjega veka. Zlasti kamnit sistem obokov razpona 16 m je velik inženirski podvig. V tretjem in najvišjem nadstropju palače dvorano nadomešča skupina prostorov iz 14. stoletja. Takoj pod njimi v drugem nadstropju je gotski dodatek, zgrajen med vladavino Karla IV. v 14. stoletju, medtem ko je najnižje, prvo nadstropje, romanska palača.
Dvorano so uporabljali za bankete, sprejeme, kronanja in druge dogodke češkega dvora. Bila je tudi dovolj velika za viteške turnirje. Viteško ali jezdno stopnišče je bilo zgrajeno dovolj široko in položno, da so lahko po njem prišli s konji. 

## Zgodovina
Vladislavova dvorana je bila zgrajena med letoma 1490 in 1502 po načrtih arhitekta Benedikta Rejta in je ohranjena v prvotni obliki. V nasprotju s splošnim mnenjem je bila skupščinska dvorana (sestanki so bili v sosednjem starem deželnem zboru) prostor za stike, a je bila uporabljena tudi za aristokratske zabave (turnirji, ples, gledališče). Tudi kronanje Karla VI. leta 1723 in pogostitev sta bila tukaj. V Vladislavovi dvorani je bila leta 1791 industrijska razstava, od leta 1918 se uporablja za najpomembnejše državne proslave, volitve predsednika republike in podobno.

## Opis
Poznogotska pravokotna dvorana je velika 62 x 16 m, je bogato rebrasto obokana v petih polah, višina je 13 metrov, ima renesančna pravokotna okna. Nastala je s kombinacijo več prejšnjih prostorov, ki so se uporabljali kot parlamentarne dvorane verjetno vsaj v času Vratislava II. Bila je največja posvetna obokana dvorana na svetu. 
Na južni strani dvorano obdaja kamnit balkon s čudovitim pogledom na mesto, z jugozahodnega kota dvorane je dostop do češkega urada (tako imenovano Ludvikovo krilo, ki se razteza na jugu pred gradom). Na severni strani so manjša dvorana starega deželnega zbora in jezdne stopnice, neposreden dostop do dvorane z Jurijevega trga (Jiřské náměstí)  pred baziliko sv. Jurija. Na vzhodni strani dvorane, ki meji na cerkev Vseh svetih, je kor neposredno dostopen iz dvorane. V dvorano se zdaj vstopa pod balkonom na vzhodni strani III. dvorišča, zgodovinski vhod stopnišče je jezdni.

## Arheologija
Vladislavova dvorana je izredno dragoceno arheološko območje. V letih 2008, 2009 so med prenavljanjem in talnim izkopavanjem odkrili številne arheološke najdbe. Delo je opravljal Inštitut za arheologijo v Pragi. Posebej dragocene najdbe so suhe eksotične rastline iz 16. in 17. stoletja. Za nekatere je to prvi dogodek v Evropi iz pokolumbovskega časa (zemeljski oreščki – arašidi) in srednji Evropi (kavovec). Najdbe izhajajo iz zasipa oboka, ki je bil v renesansi razbremenilen in izolacijski material. 

## Galerija
- Vladislavova dvorana na začetku 17. st.
- Vladislavova dvorana 1870
- Vladislavova dvorana od zunaj
- Detajl oboka na jezdnem stopnišču